# Rony Plesl
Rony Plesl (* 31. ledna 1965, Jablonec nad Nisou) je český sochař, designér a profesor.

## Život
Prof. ak. soch. Rony Plesl se narodil a vyrůstal v Jablonci nad Nisou. Od roku 1980 až do roku 1984 studoval na Střední uměleckoprůmyslové škole v Železném Brodě, poté vystudoval Vysokou školu uměleckoprůmyslovou v Praze v ateliéru Sklo a šperk prof. Jozefa Soukupa, kterého ve vedení posléze nahradil doc. Lubomír Růžička, a po něm prof. Vratislav Karel Novák s prof. Jiřím Harcubou. V roce 1990 odešel na stáž na školu La villa Arson ve francouzském Nice a následně v roce 1997 na stáž k firmě Tittot v Tchaj-pej na Tchaj-wanu.
Po studiu působil jako pedagog na středních uměleckých školách v Jablonci nad Nisou a v Železném Brodě. V roce 2004 byl na stáži u designérů Franco Raggi a Daniely Puppa v italském Miláně. Jako mladý začínající umělec strávil čtyři roky v Benátkách, kde pracoval pro jednu z nejstarších rodinných skláren na světě - Barovier & Toso.
V roce 2002 si založil vlastní studio a od roku 2008 je vedoucím ateliéru Skla na Vysoké škole uměleckoprůmyslové v Praze. Zde byl v roce 2017 jmenován profesorem v oboru designu a architektury.
V roce 2020 otevřel v pražském Karlíně studio navržené architektem Josefem Pleskotem. Součástí studia je galerie obsahující soukromou sbírku děl současných českých umělců.
Rony Plesl má pět dcer a žije s manželkou v Praze.

## Dílo

### Volná tvorba
Rony Plesl ve své tvorbě zkoumá možnosti skleněné plastiky, ke které přistupuje jako k osobitému médiu. Navazuje na práce svých předchůdců, především Stanislava Libenského, a velice respektuje historii řemesla. Jeho unikátní oeuvre vyrůstá z hluboké znalosti kvalitního sklářského řemesla a technologií, které dokázal uplatnit v originálním designu a především ve volné tvorbě, které se věnuje v posledních letech.
Jedním z ústředních prvků Ronyho tvorby je práce s uranovým sklem. Objevuje se jak v jeho volných dílech, tak v produktovém designu (např. v kolekci sklenic a svícnů Cubism inspirovaná českým kubismem). Ve své volné tvorbě používá často opakní barvy, které svou substancí a neprůhledností nepůsobí na první pohled jako sklo. Objekty díky těmto barvám, zejména červené, působí archetypálně až fantazijně. Příkladem je plastika s názvem Scene, kde se autor odvolává na tvorbu Giorgia de Chirica. Jedním z rozměrů Ronyho tvorby je také přehnaná opulentnost - plastika Pink Panther představuje naddimenzovaný lustrový ověs, který v této velikosti a barevnosti nabývá jiný rozměr a vlastnosti.

#### Nová technologie tavené plastiky
Ve spolupráci se sklářskými profesionály v roce 2018 poprvé představil přelomovou technologii taveného skla na výstavě s názvem Fire Walk with Me v prostorách Lapidária v Praze na pražském Designbloku. Zlom v jeho tvorbě přinesla výstavní instalace Posvátná geometrie (Sacred Geometry) v kapli Santa Chiara v londýnském Victoria and Albert Museum na festivalu London Design Festival v roce 2019. Posvátná geometrie mohla vzniknout jedině díky nové technologii tavení skla, která umožňuje umělci sklo odlévat, jako by to byl bronz. Tvůrcem této přelomové technologie je sklářský řemeslník a inovátor Jiří Šín a Rony je prvním profesionálním umělcem, který tuto techniku ve větším rozsahu používá.
Rony Plesl se ve své tvorbě inspiruje především propojením přírodních organických prvků s tvaroslovím z různých uměleckých období, nejvíce baroka, renesance a modernismu. Zabývá se existenciálními otázkami a všímá si epického tvarosloví v sakrální architektuře a designu, které jsou často nositeli hlubokého poznání, nostalgie a tužeb mnoha generací, a přenáší je do současnosti. Ronyho Plesla nezajímá vyprávět nové příběhy, ale dopovědět ty staré.
“Sklo je magický materiál, který nemá pevnou krystalickou mřížku a vědci se přou, jeli to pevná látka nebo tekutina. Najít v umění jeho přirozenou formu a z ní vycházející obsah jsou pro mne léta hledání. V posledních letech jsem dospěl ke geometrii, která má silný emocionální rozměr, ovlivněný mírou lidského poznání a vírou v nepoznané. Kombinuji přírodní motivy a základní geometrická tělesa s prvky ze sakrální architektury a sochařství. Právě sakrální motivy jsou pro mne symbolem určité tíže a nedokonalosti v labyrintu lidského poznání.”
Umělecká díla Ronyho Plesla jsou zastoupena ve veřejných sbírkách v České republice (Uměleckoprůmyslové muzeum v Praze, Severočeské muzeum v Liberci, Muzeum skla a bižuterie v Jablonci nad Nisou a Moravská galerie v Brně), zahraničí (Corning Museum of Glass, USA; Glass Museum, Coesfeldu; Alexander Tutsek Foundation, Mnichov, Německo; Jan van der Togt Museum a Cobra Museum, Amstelveen, Holandsko) i mnoha soukromých sbírkách (Collette Prague/Munich, Robert Runták, Pudil Family Foundation, Zdeněk Sklenář) po celém světě.

### Design
Rony Plesl pracoval a pracuje pro významné klienty v České republice i v zahraničí, např. pro Barovier & Toso, Preciosa, Moser, Bomma, Verreum, Pasabahce, The Italians – Wine Food či německou skupinu Sahm vyrábějící nápojové sklo pro většinu předních značek. Rony Plesl tak navrhl sklenice a půllitry pro značky jako Staropramen, Pilsner Urquell, Budweiser Budvar, Starobrno, Krušovice, Bernard, litevský Švyturys, ukrajinský Oboloň a Lvivske, ruská Sibirskaja Korona a mnoho dalších. Pro značku Cartier navrhl Rony Plesl interiér výstavy, která se konala v roce 2010 na Pražském hradě.
V roce 2017 se stal art directorem české značky Rückl, pro kterou vytvořil ucelený designový koncept. Kolekce skleněných předmětů České nebe získala mnoho významných ocenění. Je také autorem Ceny České filmové akademie Český lev, ceny nadace Forum 2000 či ocenění Esquire Man.
Vedle spoluprací s významnými značkami tvoří Rony Plesl také vlastní návrhy site-specific svítidel do architektury a navrhuje originální ručně foukané a broušené kolekce sklenic a svícnů.

### Ocenění
- 2022 Cena German Design Award za sklenici Strahlenbecher pro značku Sahm
- 2022 Cena Archiproducts Design Awards za svítidlo Metamorphosis pro značku Bomma
- 2019 Ceny Red Dot Award a Good Design Award za džbánek Prague Kugel navržený pro značku Sahm[10]
- 2016 Cena Hospitality Design Magazine Awards za svítidlo Merkur v kategoriích Nejlepší světelný design a Nejlepší produkt za rok 2016[5]
- 2013 Cena Good Design Award za kolekci sklenic Daytom navrženou pro značku Sahm[5]
- 2012 Cena Czech Grand Design 2011, ocenění Designér roku za kolekci sklenic Poppyhead pro značku Moser a.s. a za lustr Uovo d‘Oro a d‘Argento pro značku Lasvit s.r.o.[5]
- 2011 Cena Good Design Award 2010 za kolekci sklenic Erie pro značku Sahm[5]
- 2007 Cena Red Dot Award za kolekci Cleveland pro značku Sahm[5]
- 2005 Váza Translucent a Quadra Pura byly vybrány mezi 100 nejlepších českých designů 20. století[5]

### Výstavy
- 2022 Skupinová výstava Geometria Naturalis, Kvalitář, Praha, Česká republika
- 2022 Stromy rostou z nebe, kostel Santa Maria della Visitazione, Biennale di Venezia, Benátky, Itálie[11]
- 2021 Inkarnace, DSC Gallery, Praha (společně s Richardem Štiplem), Česká republika[12]
- 2019 Sacred Geometry, Victoria & Albert Museum, součást London Design Festival 2019, Londýn, Spojené království[13]
- 2018 Fire Walk with Me, Designblok 2018, Lapidárium, Praha, Česká republika[14]
- 2016 Retrospektivní výstava, Královský letohrádek, Pražský Hrad, Praha, Česká republika[5]
- 2014 Skupinová výstava: Česká centra, Brilliant by Design, Stockholm, Švédsko[15]
- 2013 Skupinová výstava: Česká centra, Brilliant by Design, Frankfurt, Německo[15]
- 2012 Skupinová výstava: Modern Maters, Mnichov, Německo[15]
- 2011 Czech Centre Connecting: New York, Praha, Soul, Soul, Jižní Korea[15]
- 2010 Skupinová výstava: EXPO 2010, Gallery Křehký, Šanghaj, Čína[15]
- 2010 Czech Centre Connecting: New York, Praha, Soul, Praha, Česká republika[15]
- 2009 Glass Gallery Hittfeld, Hamburg, Německo[15]
- 2009 Vessel Gallery, Londýn, Spojené království[15]
- 2008 Skupinová výstava: Salone Internazionale Del Mobile, Milán, Itálie[15]
- 2008 Skupinová výstava: Modernist Exhibition, New York, USA[15]
- 2008 Skupinová výstava: Fragile exhibition, New York, Milán, Itálie[15]
- 2007 Design Basel, Miami, USA[15]
- 2007 Miami Basel Geoffrey Dines Gallery, Miami, USA[15]
- 2006 Glass Gallery Hittfeld, Hamburg, Německo[15]
- 2001 Pecka Galerie, Praha, Česká republika[15]
- 2001 Glass Gallery, Atlanta, USA[15]
- 1999 Glass Gallery Hittfeld, Hamburk, Německo[15]
- 1998 Skupinová výstava: Venezia Aperto Vetro, Dóžecí palác, Benátky, Itálie[15]
- 1997 Skupinová výstava: Habatat Galleries, Chicago, USA[15]